# Impacto (canción)
«Impacto» es el primer sencillo de Daddy Yankee, extraído de su disco El cartel: The Big Boss. La canción es producida por Scott Storch, Tainy y el director The Saline Project Transmitido Por MTV. También hay una remezcla con la colaboración de Fergie, que está en el mismo álbum. Esta última versión ha sido confirmada como corte. Además, la canción es parte de los juegos Madden NFL 08 de la EA Sports, del videojuego de baile Dance Central 2 y del videojuego Grand Theft Auto IV (Radio San Juan Sounds). Por si fuera poco el tema impacto fue el tema de una campaña mundial de pepsi cola.
En los Estados Unidos ha sido clasificada con un respetable puesto #56, aunque no ha logrado el éxito que "Gasolina" y "Rompe" tuvieron.

## Lista de canciones y formatos las mejores del mundo

### CD sencillo
| N.º | Título                                                                                | Duración |  |
| 1.  | «El impacto»                                                                          | 3:14     |  |
| 2.  | «El impacto (remix)» (Featuring Fergie)                                               | 3:26     |  |
| 3.  | «El impacto (A capela)»                                                               | 3:07     |  |
| 4.  | «El impacto (Boricua remix)» (Featuring Jowell & Randy, Guelo Star, J-King & Maximan) | 4:44     |  |
| 5.  | «El impacto (instrumental)»                                                           | 3:05     |  |
| 6.  | «El impacto (Latino remix)» (Featuring Comando Tiburón)                               | 3:43     |  |
| 7.  | «El impacto (Dominicano remix)» (Featuring JO-A)                                      | 3:23     |  |

### Radio promomocional
1. «Impacto» (versiones del álbumes)
2. «Impacto» (instrumentales)
3. Impacto (remezcla) (limpia) (con Fergie)

### Sencillo de Estados Unidos
Lado A 
1. "Impacto" (versión del álbumes)
2. "Impacto" (remezcla) (con Fergie)

 Lado B 
1. "Impacto" (videoclip original)

### Sencillo de "Travesía Mágica" en España
Lado A 
1. "Impacto" (Rompe remix)
2. "Impacto" (Rompe remix) (Versión de John Camacho)

### Sencillo de Cuba
1. "Impacto" (GF remix)
2. "Impacto" (GF remix) (Versión de Josephine 2005)

## Videoclip
Según una entrevista de las noticias Primer Impacto, quiénes estuvieron en el set del video de la versión remixada, Daddy Yankee dijo que habría dos videos, uno de la versión original y otro el que estaban filmando.
El video original contiene muchas ciudades importantes, como Londres, Tokio, Nueva York, San Juan y Tegucigalpa. La versión mezclada incluye fragmentos y pedazos del primer video, añadiendo partes en las que aparece Fergie.
El video fue estrenado en Total Request Live el día 8 de mayo de 2007, y llegó hasta el puesto número #04 en ese mismo top.
El video mantiene a Fergie bailando de forma muy sensual aumentando el sex-appell del dicho video.
```

```

"El video salió bastante caro pero lo caro vale y Fergie me salió muy costosa incluso más que el video mismo , pero lo vale"
Daddy yankee en entrevista.

## Créditos
- Escrita por: Daddy Yankee, Fergie & Will.I.Am
- Producida por: Scott Storch & Will.I.Am
- Arreglo & Masterización: Tainy
- Grabación de voces: Steve B
- Grabado por: Hyde "el verdadero químico" & Will.I.Am
- Mixed por: Hyde "el verdadero químico" & Gocho
- Asistente de mixeo: Frank "el médico" Rodríguez
- Ingeniero asistente: Miguel Bustamante

## Posicionamiento
| Listas (2007)                   | Posiciones |
| ------------------------------- | ---------- |
| Argentina Top 100               | 5          |
| Billboard Hot Latin Tracks      | 2          |
| Argentina Singles Chart         | 1 (1 sm)   |
| Billboard Hot 100               | 56         |
| Chile Top 20                    | 1          |
| Latinoamérica 100 Singles Chart | 1 (2 sm)   |
| Honduras 100 Singles Chart      | 1 (1 sm)   |
| Perú Top 100                    | 1          |
| Bolivia Top 100 Singles Chart   | 3          |